# ID (クレジット決済サービス)
iD（アイディ）は、株式会社NTTドコモが運営する決済（電子決済）サービス。
後述する通り、後払（ポストペイ）、即時払（デビット）、前払（プリペイド）に対応している。
本項目は「ID (クレジット決済サービス)」という記事名であるが、これはNTTドコモ又はNTTドコモの提携先が発行するクレジットカードの利用額やNTTドコモの携帯電話料金に合算して請求される後払（ポストペイ）として始まったという歴史的な経緯によるものである。iDはポストペイのサービスとして2005年12月1日に始まったが、2016年4月20日に前払（プリペイド）、2017年7月10日に即時払（デビット）にそれぞれ対応した。従って、現在は「クレジット決済サービス」に限られない。ポストペイの場合、前述した通り、iDに対応するクレジットカードの利用額又はNTTドコモの携帯電話料金に合算して請求される。iDはNTTドコモの「d払い(iD)」に限り独自のポイントプログラムがあり、利用額に応じてNTTドコモのdポイントを貯めることができNTTドコモの携帯電話料金をNTTドコモが発行する「dカード」以外のクレジットカードで支払えば当該クレジットカードのポイント及び「d払い(iD)」のdポイントの両方を貯めることができる。後述する通り、非接触決済ではFeliCaを採用しており、EMV Contactlessとは異なる仕組みであるため、iDのポテンシャルが弱くなっているのは事実とNTTドコモも認めている。

## 概要
ソニーが開発したFeliCaを採用した非接触決済及びネット決済サービスである。NTTドコモが運営し、同社が発行する「dカード」や「d払い(iD)」で利用することができ
る。また、NTTドコモと提携する発行元が発行するクレジットカード（後払）・デビットカード（即時払）・プリペイドカード（前払）で利用することもできる（一部を除く）。同様のFeliCaを用いた電子マネーサービスにJCBが提供するQUICPay（クイックペイ）がある。多くのクレジットカードがiDまたはQUICPayに対応している（両方対応しているカードも存在していた）。
「iD」の名称の由来は、「英語: Identity（存在証明）」と、身分証明書を意味する「ID」。サービス開始当初のロゴタイプにはレオナルド・ダ・ヴィンチの絵画（『ウィトルウィウス的人体図』）が使用されていたが、2015年6月に「より親しみやすい」シンプルなロゴタイプに変更することが発表された。
会員の数は、2007年11月に500万、2008年12月に1,000万、2010年8月末に1500万を突破しており、2012年3月現在1,650万人を超えている。
他電子マネー等との関係では、2006年にSuicaとの共用端末を開発すると発表し、その後、QUICPayやEdy（現在の楽天Edy）も合流する形で共用型読み取り機の開発が行われた。その後も端末の共用化が進み、10種類以上の電子マネーに対応した『マルチリーダ端末』も存在する。
iD会員番号は、16桁であり「6900-11」から始まる。

## 歴史
日本に於いて携帯電話を非接触決済に利用する試みは、2004年7月10日にエヌ・ティ・ティ・ドコモ（現：NTTドコモ）がmova P506iC（パナソニックモバイルコミュニケーションズ製）を発売するのに合わせておサイフケータイとして実用化され、ビットワレット（楽天Edyを経て2016年10月1日に楽天（現：楽天グループ）に吸収合併し消滅）が提供するEdy（現在の楽天Edy）がプリインストールされたほか、日本航空インターナショナル（現：日本航空）が提供するJAL IC利用クーポン（2012年9月30日を以て終了）、ジェーシービー(JCB)が提供するQUICPay、日本信販（現：三菱UFJニコス）が提供するSmartplus（2014年6月30日を以て終了）などが順次対応した。
一方、エヌ・ティ・ティ・ドコモは当初QUICPayの開発に参画していたが突然抜け出して2005年11月8日にiDを発表した。これを採用した初のサービスとして同年12月1日から三井住友カードが「三井住友カードiD」を開始し、その後、エヌ・ティ・ティ・ドコモもこれを採用した「DCMX」（現在の「dカード」）の申込受付を2006年5月26日（「DCMX mini」（現在の「d払い(iD)」）は同年4月28日）に開始している。
iDを開始した当初はmova（2012年3月31日を以て終了）及びFOMA（一部を除く）に対応していたが、2020年12月1日にiD設定アプリの提供を終了した（既に設定されている場合は有効期限まで利用することができる）。
Androidには2011年2月7日に移植され、ドコモ スマートフォン（一部を除く）が対応した（後にahamo向けスマートフォンにも対応）。その後、ソフトバンクの機種にも対応し、2022年4月28日にKDDI（沖縄セルラー電話を含む）の機種にも対応した結果、楽天モバイルを含む日本の全ての移動体通信事業者(MNO)及び仮想移動体通信事業者(MVNO)に対応した。

### 近年の動向
NTTドコモは、同社が2015年から提供しているdケータイ払いプラスの名称を2018年にd払いに変更し、合わせて、同年にd払いアプリを提供した。
その後、2019年に同社が提供する「dカード mini」をd払いに統合し、名称を「d払い(iD)」に変更、2021年に同社が提供するドコモ口座をd払いアプリに統合し、名称をd払い残高に変更、2022年に同社が提供するドコモ払いをd払いに統合した。この結果、NTTドコモが提供する決済サービスは、dカードを除き、d払いに統合された。
NTTドコモはiDを今後も続けていく一方で、強い方針は打ち出さないとしている。

## 利用方法
iDは、iDの機能を搭載するカード（ICカード）やFeliCaに対応する携帯機器で利用することができる。

### カード
iDの機能を搭載するカード（ICカード）を用いてiDを利用するものである。 

#### クレジット一体型カード
iDの機能を搭載するクレジットカードを用いてiDを利用するものである。ポストペイである為、チャージ（入金）が不要でクレジットカードの利用額と合わせて請求される。2007年に三井住友カードが初めて発行した。
NTTドコモ、三井住友カード、ペルソナ、オリエントコーポレーションなどが発行するクレジットカード（一部を除く）にiDが搭載されている。
大和ハウスフィナンシャルは、同社が発行しているクレジットカードの一部に付帯していたiDを2018年8月1日から付帯停止した（既存のクレジットカードに付帯しているiDは有効期限まで利用することができる）。また、大東クレジットサービスは2021年11月30日を以て発行を終了した。更には、三十三カードは2022年5月13日、りそなカード及び南都カードサービスは同年11月30日を以て、三井住友カードも2025年6月末（予定）をもって、新規及び再発行の申込受付を終了している。
ネット決済には対応していない。

#### デビット一体型カード
iDの機能を搭載するデビットカードを用いてiDを利用するものである。利用するには、予め金融機関の口座に入金する必要がある。
SMBC信託銀行、三井住友カードが発行するデビットカードにiDが搭載されている。
ネット決済には対応していない。

#### プリペイド一体型カード
iDの機能を搭載するプリペイドカードを用いてiDを利用するものである。利用するには、予めプリペイドカードにチャージする必要がある。
三井住友カードがNTTドコモと提携し発行する「dカード プリペイド」にiDが搭載されている。
ネット決済には対応していない。

#### nanaco一体型カード
iDの機能を搭載するnanacoカードを用いてiDを利用するものである。クレジットカードに追加して発行される形を採り、nanacoカードのみ申し込むことはできない。nanacoとして利用する場合は予めチャージする必要があるが、iDとして利用する場合はチャージが不要でクレジットカードの利用額と合わせて請求される。
四国しんきんカード、中国銀行が発行するクレジットカードに追加して発行することができる。
ネット決済には対応していない。

#### ポストペイ専用カード
iD以外の決済機能を有しないiD専用のカードである。クレジットカードに追加して発行される形を採り、専用カードのみ申し込む事は出来ない。チャージが不要でクレジットカードの利用額と合わせて請求される。
三井住友カード、SMBCファイナンスサービスなどが発行するクレジットカード（一部を除く）に追加して発行することができる。
NTTドコモが発行していたiD専用カードは、2015年11月20日を以て新規の申込受付を停止した。
ネット決済には対応していない。

#### プリペイド専用カード
エデンレッドジャパンが発行している「チケットレストラン タッチ」は、iD以外の決済機能を有しないiD専用のカードである。法人向けであり食事の利用に限定されているなど一般の決済用途とは異なっている。
ネット決済には対応していない。

### モバイル
FeliCaに対応する携帯電話やウェアラブルコンピュータを用いてiDを利用するものである。 

#### おサイフケータイ
携帯電話を用いてiDを利用するものである。前述した通り、NTTドコモのiモード携帯電話に於けるiD設定アプリの提供が終了した為、現在はAndroidを搭載するスマートフォン（スマホ）又はガラホで設定することができる。
クレジットカード又はNTTドコモの「d払い(iD)」を登録するには、NTTドコモが提供するiDアプリ（同社の機種（ahamo向けの機種を除く）にはプリインストールされている）が必要である。仮想移動体通信事業者(MVNO)やSIMロックフリーのAndroidスマートフォン（NTTドコモが販売していたGoogle Pixel及び他の移動体通信事業者の機種を含む）で利用する場合は、iDアプリ（MVNO/SIMロックフリー端末版）をインストールする必要がある。NTTドコモ、イオン銀行、SMBCファイナンスサービス、ポケットカード、オリエントコーポレーション、クレディセゾンなどが対応している（NTTドコモの「dカード」及び「d払い(iD)」を登録する場合は同社のspモードに接続する必要がある）。三井住友カード及びライフカードは新規の申込を受け付けていない。
プリペイドアプリで利用するには、三井住友カードの「TOYOTA Wallet iD/Mastercard」はトヨタファイナンシャルサービスのTOYOTA Walletアプリ、横浜銀行の「はまPay」は同行のはまPayアプリ、メルペイの「メルペイ」はメルカリのメルカリアプリ、SBペイメントサービスの「ソフトバンクカード」は同社のソフトバンクカードアプリがそれぞれ必要である。
2016年4月13日から提供されたiDアプリ（スマートフォン）13.00.0からMVNOのAndroidスマートフォンやSIMフリーのAndroidスマートフォンでも利用することができるようになった。
2018年9月26日から提供されたiDアプリ（スマートフォン）21.00.0から1台のおサイフケータイに最大10枚まで登録することができるようになった。
2019年5月14日から提供されたiDアプリ（スマートフォン）25.00.0からNTTドコモのspモードに接続した場合に限り、同社以外のAndroidスマートフォンでも同社の「dカード」及び「dカード mini」（現在の「d払い(iD)」）を利用することができるようになった。

#### おサイフケータイ対応アクセサリ
おサイフケータイ対応アクセサリに対応した機種を用いてiDを利用するものである。利用するには、AppleのiPhoneにフェリカネットワークスが提供するおサイフリンクをインストールする必要がある。
NTTドコモのおサイフケータイ ジャケット01（パナソニックモバイルコミュニケーションズ製）やソニーのwena(wrist/wrist pro/wrist active/3)が対応している。
ネット決済には対応していない。

#### Google Pay
Googleが提供するGoogle Payに対応した機種を用いてiDを利用するものである。2019年5月29日にGoogle PayがiDを採用した。
GoogleのPixel(3/3 XL/3a/3a XL/4/4 XL/4a/4a (5G)/5/5a (5G)/6/6 Pro/6a/7/7 Pro)で設定することができる。他社の機種で設定する場合は、Android 5.0以降の機種にGoogle Pay 2.89以降及びフェリカネットワークスが提供するおサイフケータイ 6.1.5以降をインストールする必要がある。

#### Apple Pay
Appleが提供するApple Payに対応した機種を用いてiDを利用するものである。Apple Payが2016年10月25日から日本で開始されるのに合わせてiDを採用した。
AppleのiPhone(7/7 Plus、及び8/8 Plus/X以降)、Apple Watch(Series 2、及びSeries 3以降)で設定することができる。
ネット決済には対応していない。

## サービス

### 非接触決済
加盟店の端末にかざすだけで利用することができる。
iDデビット及びiDプリペイドは信用照会が必要なため、一部の加盟店（自動販売機、ガソリンスタンド等）で利用することができない。
利用額が一定を超える場合は、クレジットカードのIC（接触IC）による決済と同様に暗証番号を入力する必要がある。ただし、暗証番号の入力に対応していない加盟店が一部存在するので注意が必要である。

### ネット決済
携帯電話でインターネット接続機能を利用するショッピングでの決済に利用することができる。おサイフケータイに対応する機種で利用することができる。

### 終了したサービス

#### iD/NFC
iD/NFCは、おサイフケータイ（Androidに限る）のiDアプリを用いて近距離無線通信(NFC)による決済を利用することができるサービスである。
2014年にiD/PayPassとして開始し、2015年にiD/NFCに変更、2018年に終了した。
Mastercard Contactless（開始当時はPayPass）の加盟店で利用することができた。

#### キャッシング
2006年3月27日に開始し、2013年12月15日を以て終了した。
ファミリーマート（旧am/pm店）などに設置されていた@BΛNK（九州地方を除く）でキャッシングを利用することができた。ATMのリーダーライター部分におサイフケータイをかざすことにより利用することができた。
iDの発行元の内、三井住友銀行と提携しているものがこれに対応していた（NTTドコモは「DCMX mini」を除く）。ただし、iDの機能を搭載するクレジットカードは、iDのキャッシングを利用することはできないので、これを利用したい場合はおサイフケータイを用いる必要があった。

## 加盟店
加盟店に関する業務は、三井住友カード、三菱UFJニコス、ユーシーカード、イオンクレジットサービス、トヨタファイナンス、OCSが行っている。
ジェーシービーは、新規の契約を終了している。
決済端末の数は、150万台を突破している（2021年4月末現在）。

## iDに対応しているカード

### クレジットカード
2022年7月1日現在。
| 発行元                     | カード | おサイフケータイ | Google Pay | Apple Pay |
| -------------------------- | ------ | ---------------- | ---------- | --------- |
| NTTドコモ                  | Yes    | Yes              | No         | Yes       |
| 三井住友カード             | Yes    | Yes              | Yes        | Yes       |
| 三井住友トラスト・カード   | No     | Yes              | Yes        | Yes       |
| 東京クレジットサービス     | No     | Yes              | Yes        | Yes       |
| りそなカード               | Yes    | Yes              | Yes        | Yes       |
| 道銀カード                 | No     | Yes              | Yes        | Yes       |
| いわぎんクレジットサービス | Yes    | Yes              | Yes        | Yes       |
| 七十七カード               | Yes    | Yes              | Yes        | Yes       |
| 秋田国際カード             | No     | Yes              | Yes        | Yes       |
| 東邦クレジットサービス     | Yes    | Yes              | Yes        | Yes       |
| 群銀カード                 | No     | Yes              | Yes        | Yes       |
| むさしのカード             | Yes    | Yes              | Yes        | Yes       |
| スルガカード               | Yes    | Yes              | Yes        | Yes       |
| 北陸カード                 | No     | Yes              | Yes        | Yes       |
| 北国クレジットサービス     | Yes    | Yes              | No         | Yes       |
| 三十三カード               | No     | Yes              | Yes        | Yes       |
| 池田泉州VC                 | Yes    | Yes              | Yes        | Yes       |
| 南都カードサービス         | Yes    | Yes              | Yes        | Yes       |
| 紀陽カード                 | Yes    | Yes              | Yes        | Yes       |
| 中銀カード                 | Yes    | Yes              | No         | No        |
| やまぎんカード             | No     | Yes              | Yes        | Yes       |
| 阿波銀カード               | Yes    | Yes              | Yes        | Yes       |
| 九州カード                 | Yes    | Yes              | Yes        | Yes       |
| FFGカード                  | No     | Yes              | Yes        | Yes       |
| 鹿児島カード               | Yes    | Yes              | Yes        | Yes       |
| 大東クレジットサービス     | No     | Yes              | Yes        | Yes       |
| 京葉銀カード               | Yes    | Yes              | Yes        | Yes       |
| みなとカード               | No     | Yes              | Yes        | Yes       |
| 高知カード                 | Yes    | Yes              | Yes        | Yes       |
| しんきんカード             | No     | Yes              | Yes        | Yes       |
| 東北しんきんカード         | No     | Yes              | Yes        | Yes       |
| 中部しんきんカード         | Yes    | Yes              | Yes        | Yes       |
| 近畿しんきんカード         | No     | Yes              | Yes        | Yes       |
| 中国しんきんカード         | Yes    | Yes              | Yes        | Yes       |
| 四国しんきんカード         | Yes    | Yes              | Yes        | Yes       |
| 九州しんきんカード         | Yes    | Yes              | Yes        | Yes       |
| 秋田銀行                   | No     | Yes              | Yes        | Yes       |
| 東邦銀行                   | Yes    | Yes              | Yes        | Yes       |
| 北國銀行                   | Yes    | Yes              | No         | Yes       |
| スルガ銀行                 | No     | No               | Yes        | Yes       |
| 山陰合同銀行               | Yes    | Yes              | Yes        | Yes       |
| 中国銀行                   | Yes    | Yes              | Yes        | Yes       |
| 福岡銀行                   | No     | Yes              | Yes        | Yes       |
| 佐賀銀行                   | No     | Yes              | Yes        | Yes       |
| 青森銀行                   | No     | Yes              | Yes        | Yes       |
| 北都銀行                   | No     | Yes              | Yes        | Yes       |
| 荘内銀行                   | No     | Yes              | Yes        | Yes       |
| 筑波銀行                   | No     | Yes              | Yes        | Yes       |
| きらぼし銀行               | No     | Yes              | Yes        | Yes       |
| 横浜銀行                   | No     | Yes              | Yes        | Yes       |
| 但馬銀行                   | No     | Yes              | Yes        | Yes       |
| 伊予銀行                   | Yes    | Yes              | Yes        | Yes       |
| 四国銀行                   | No     | Yes              | Yes        | Yes       |
| 筑邦銀行                   | No     | Yes              | Yes        | Yes       |
| ゆうちょ銀行               | Yes    | Yes              | Yes        | Yes       |
| イオン銀行                 | No     | Yes              | No         | Yes       |
| SMBCファイナンスサービス   | Yes    | Yes              | No         | Yes       |
| ライフカード               | No     | Yes              | Yes        | Yes       |
| ポケットカード             | No     | Yes              | No         | Yes       |
| ペルソナ                   | Yes    | No               | Yes        | Yes       |
| JFRカード                  | No     | No               | Yes        | Yes       |
| オリエントコーポレーション | Yes    | Yes              | No         | No        |
| クレディセゾン             | No     | Yes              | No         | No        |
| セブンCSカードサービス     | No     | Yes              | No         | No        |
| 大和ハウスフィナンシャル   | Yes    | No               | No         | No        |

### デビットカード
2022年4月18日現在。
| 発行元            | カード | おサイフケータイ | Google Pay | Apple Pay |
| ----------------- | ------ | ---------------- | ---------- | --------- |
| 住信SBIネット銀行 | No     | No               | No         | Yes       |
| SMBC信託銀行      | Yes    | No               | No         | No        |
| 三井住友カード    | Yes    | No               | Yes        | No        |

### プリペイドカード
2023年1月25日現在。
| 発行元               | カード | おサイフケータイ | Google Pay | Apple Pay |
| -------------------- | ------ | ---------------- | ---------- | --------- |
| 三井住友カード       | Yes    | Yes              | Yes        | Yes       |
| 横浜銀行             | No     | Yes              | No         | Yes       |
| メルペイ             | No     | Yes              | No         | Yes       |
| LINE Pay             | No     | No               | Yes        | Yes       |
| SBペイメントサービス | No     | Yes              | No         | Yes       |
| エデンレッドジャパン | Yes    | No               | No         | No        |